# Trofoblasto

Blastocisti: in celeste, lo strato del trofoblasto

Il trofoblasto è un tessuto cellulare che serve a nutrire l'embrione. Dà origine alla placenta e ad altri annessi embrionali, ma non partecipa alla costituzione dell'embrione stesso.
Si tratta, dal punto di vista anatomico, della massa cellulare esterna della blastocisti, struttura che si forma nella prima parte del processo di embriogenesi, dopo la formazione del blastocele, prima dell'impianto.